# Stein AR
Stein (psáno také jako Stein AR pro odlišení od jiných stejnojmenných sídel) je obec ve švýcarském kantonu Appenzell Ausserrhoden. Nachází se ve střední části kantonu, asi 5 kilometrů jihovýchodně od Herisau. Žije zde přibližně 1 400 obyvatel.

## Geografie
Obec leží na kopci mezi řekami Urnäsch na západě a Sitter na východě. Sousedními obcemi jsou St. Gallen, Teufen, Schlatt-Haslen (v kantonu Appenzell Innerrhoden), Hundwil a Herisau. Stein leží v nadmořské výšce od 593 m (u mostu přes Sitter) do 868 m (u Högg). Při příjezdu z Teufenu je Stein první obcí v centru appenzellské oblasti. Má celkovou rozlohu 933 hektarů. Z toho je 84 hektarů osídlených, 617 hektarů zemědělských a 215 hektarů lesů a hájů. Zbývajících 17 hektarů je považováno za neproduktivní půdu.

## Historie

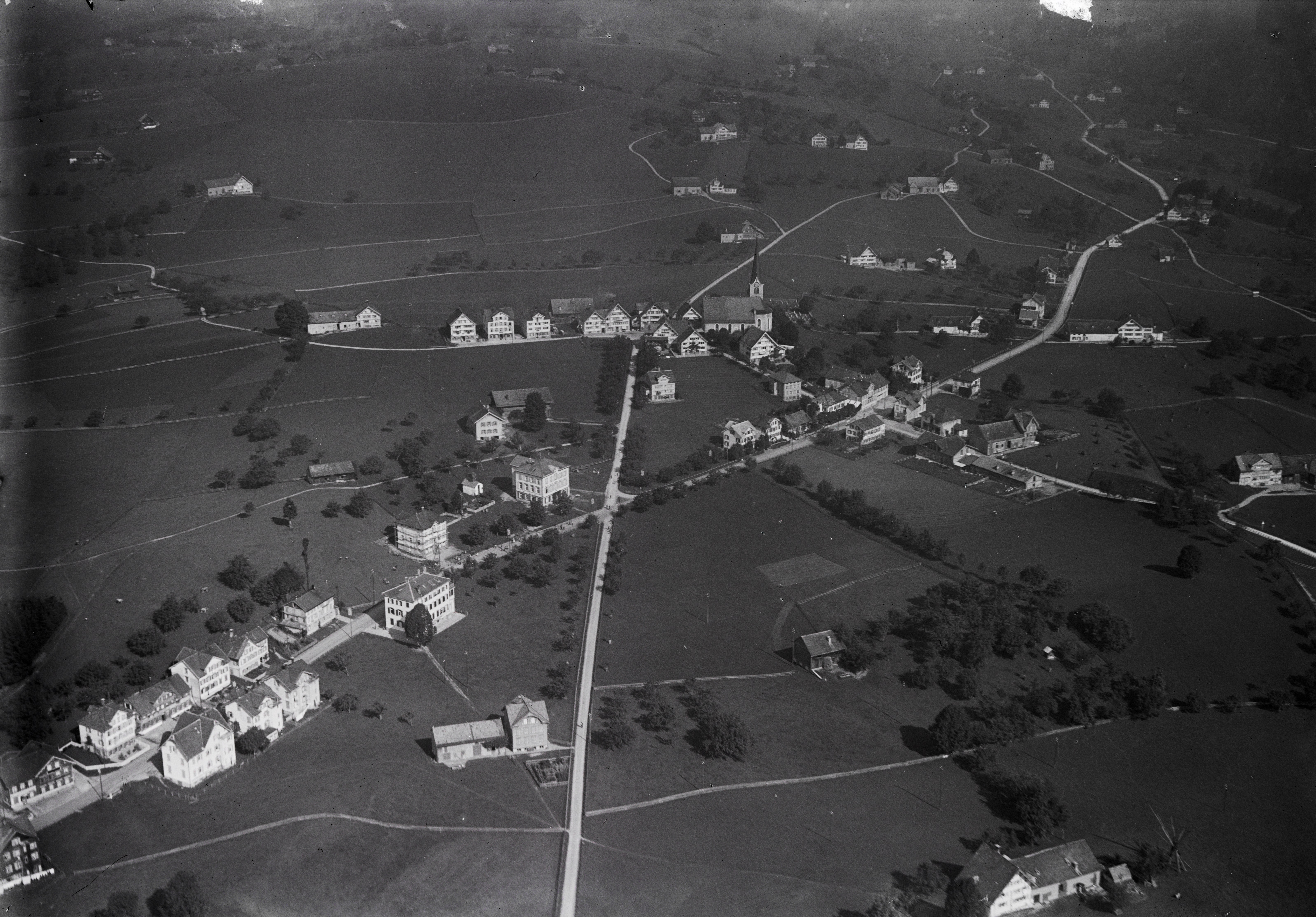
Stein, letecký snímek z roku 1923

Stein dostal své jméno podle parcely Auf Stein Welt-Icon, kde byla plánována původní stavba kostela. V okolí domu, zvaného Burg, se dochovaly zbytky zdí, které pravděpodobně pocházejí z obytné věže ze 13. a 14. století pro klášterní služebníky hundwilského úřadu. Dům Burg byl sídlem landsmana Ulricha Waibela, který zastával úřad v letech 1452–1454. Jako Untere nebo Horgenbühler Rhode byl Stein až do roku 1749 součástí rhodu (okrsku) a farnosti Hundwil, ale od appenzellských válek (1401-1429) měl vlastní politické úřady. Místo plánovaného rozšíření kostela v Hundwilu se Dolní Rhode, nyní nazývaný Stein, v roce 1749 přes ostré protesty Horního Rhodu oddělil, což bylo spojeno s výstavbou nového kostela a oddělením společného majetku. po oddělení se oba Rhody stále dělily o radnici, která byla postavena v Hundwilu.
V diskusi o umístění kostela byla původně vybrána vesnice „Reute“. Toto umístění však nebylo schváleno zemským úřadem, protože název Reute již nesla jiná obec v Appenzellu. Do hry tak přišla sousední vesnice „Auf Stein“. I tato lokalita se však ukázala jako nevhodná, a to kvůli nedostatku vody. Současné místo kostela se nachází o 500 metrů severněji - dosud to připomíná litinová studna.
Převládl místní název Stein a rok výstavby kostela (1749) je stanoven jako rok založení nové farnosti. Kolem nového kostela se ještě v 18. století vytvořilo malé centrum obce. Dříve zde byly usedlosti rozmístěny nerovnoměrně. Po rozdělovacím usnesení bylo upraveno, že každý občan se mohl sám rozhodnout, zda chce být farníkem Steinu nebo Hundwilu. Toto pravidlo bylo brzy zrušeno. Stejně tak byla v polovině 19. století nově vytyčena hranice, která byla po rozdělovacím usnesení popsána jen velmi vágně. Úřední pečeť zůstala v Hundwilu přibližně do roku 1835.
Dynamický rozvoj obce Stein, který započal ve druhé polovině 18. století, umožnil textilní průmysl, který se provozoval v celém kantonu a poprvé v předindustriální době vzkvétal. Pěstování lnu je doloženo od 16. století. Od 17. století tkalcovství stále více doplňovalo tradiční chov dobytka a produkci mléka. V poslední třetině 19. století se přidalo vyšívání. Na počátku 19. století se experimentovalo s tkaním hedvábí a chovem bource morušového. Kolem roku 1870 byla otevřena továrna na vyšívání. Později se přešlo na tkaní saténovým stehem a ještě v roce 1930 zaměstnávala 450 domácích tkalců. Nedaleko Urnäsch byla od roku 1674 do roku 1890 také obilná a papírenská továrna. Přibližně od roku 1860 do roku 1910 zde existoval pivovar a řemesla a živnosti zde vzkvétaly až do roku 1945. Velký význam si vždy udržovalo mlékařství. Přibližně do roku 1940 byl Stein spolu s Hundwilem centrem obchodu se sýrem a máslem v Appenzellu.
Počátkem 19. století se v Bad Störgelu začal rozvíjet cestovní ruch, který se od roku 1898 zvýšil v důsledku založení turistického spolku. Ve Steinu převládal venkovský cestovní ruch.

## Obyvatelstvo

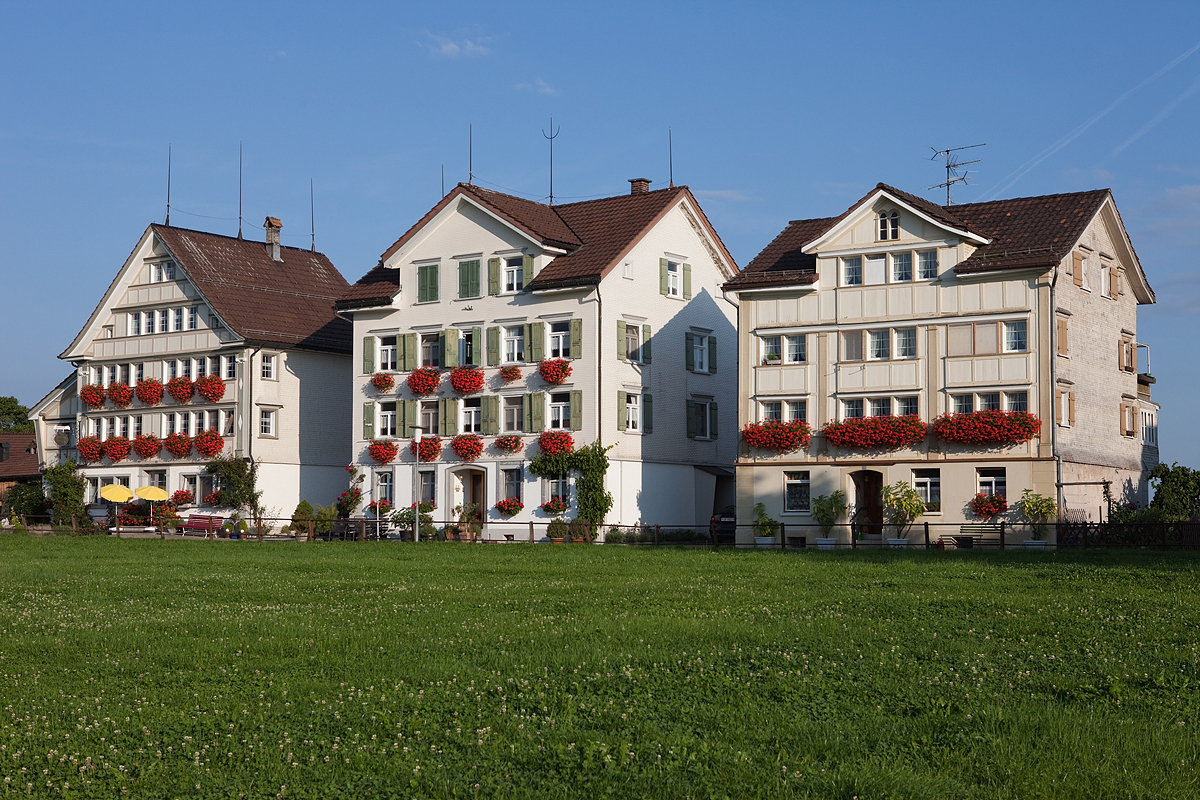
Domy v obci

| Vývoj počtu obyvatel | Vývoj počtu obyvatel | Vývoj počtu obyvatel | Vývoj počtu obyvatel | Vývoj počtu obyvatel | Vývoj počtu obyvatel | Vývoj počtu obyvatel | Vývoj počtu obyvatel | Vývoj počtu obyvatel | Vývoj počtu obyvatel | Vývoj počtu obyvatel | Vývoj počtu obyvatel | Vývoj počtu obyvatel | Vývoj počtu obyvatel | Vývoj počtu obyvatel | Vývoj počtu obyvatel | Vývoj počtu obyvatel | Vývoj počtu obyvatel |
| -------------------- | -------------------- | -------------------- | -------------------- | -------------------- | -------------------- | -------------------- | -------------------- | -------------------- | -------------------- | -------------------- | -------------------- | -------------------- | -------------------- | -------------------- | -------------------- | -------------------- | -------------------- |
| Rok                  | 1794                 | 1818                 | 1850                 | 1870                 | 1888                 | 1900                 | 1920                 | 1950                 | 1970                 | 1980                 | 1990                 | 2000                 | 2005                 | 2010                 | 2015                 | 2018                 | 2022                 |
| Počet obyvatel       | 1777                 | 1367                 | 1666                 | 1705                 | 1957                 | 1787                 | 1672                 | 1306                 | 1101                 | 1198                 | 1314                 | 1355                 | 1330                 | 1359                 | 1406                 | 1429                 | 1397                 |

## Hospodářství
Hospodářská struktura Steinu byla dlouho považována za odolnou vůči krizi díky své diverzifikaci. Demonstrativní mlékárna, která byla otevřena v roce 1978, přilákala více jednodenních turistů. Již v prvním roce navštívilo mlékárnu více než 300 000 lidí. Od jejího otevření do roku 2021 navštívilo sýrárnu více než osm milionů lidí. V roce 1987 zahájilo provoz Muzeum lidových řemesel v Appenzellu. V roce 2022 je v obci Stein registrováno více než 50 různých podniků.